# Gerald Wilkerson
Gerald Eugene Wilkerson (ur. 21 października 1939 w Des Moines, Iowa) – amerykański duchowny katolicki, biskup pomocniczy Los Angeles.
Święcenia kapłańskie otrzymał z rąk kardynała Jamesa McIntyre'a w dniu 5 stycznia 1965 i inkardynowany został do archidiecezji Los Angeles.
5 listopada 1997 mianowany biskupem pomocniczym Los Angeles ze stolicą tytularną Vincennes. Sakry udzielił mu kardynał Roger Mahony. Na emeryturę przeszedł 21 lipca 2015.